# 三角平直蚤
三角平直蚤（学名：Pleuroxus trigonellus）为盘肠蚤科平直蚤属的动物。分布于瑞典、丹麦、挪威、芬兰、瑞士、德国、奥地利、捷克、斯洛伐克、匈牙利、俄罗斯、北美洲以及中国大陆的广东、福建、江苏、湖北、四川、吉林、黑龙江、云南、贵州等地，主要生活于湖泊与水库的沿岸区以及池塘等小型水域中。